# Patrick Tardieu
Patrick Tardieu (9 giugno 1968) è un ex calciatore haitiano, di ruolo attaccante.

## Carriera

### Nazionale
Ha debuttato in Nazionale nel 1992. Ha partecipato, con la Nazionale, alla CONCACAF Gold Cup 2002.